# E-Artsup
E-Artsup, também conhecida como L'école supérieure de la création numérique, é uma Escola Universitária de Multimédia, localizada em sete campus na França: Paris, Bordéus, Lyon, Montpellier, Nantes, Lille e Toulouse.
Fundada em 2001, ela uma referência na área de Multimédia e digital.